# Кузьмін Микола Олексійович
Микола Олексійович Кузьмін  — радянський і російський актор; заслужений артист Російської Федерації (1994). Член Союзу кінематографістів СРСР (Ленінградське відділення). Учасник німецько-радянської війни.

## Біографія
Народився 25 лютого 1917 ріка в селі Боково (нині Шаблон:МР Ярославської області) в сім'ї службовців.
Навчався в кулінарній школі (1932-1934), працював кулінаром (1934-1936). Потім вступив до Ленінградський театральний інститут, навчався в акторському класі Леоніда Вів'єна.
У 1940 році призваний в армію. Був учасником Великої Вітчизняної війни. У 1941 році разом із залишками свого полку потрапив у німецький полон, в якому перебував до квітня 1945 року. Після демобілізації в жовтні 1945 року став актором Ленінградського ТЮГу. Відпрацював тільки половину сезону, в 1946 році був репресований за статтею 58-1б КК РРФСР.
До 1954 року перебував в ув'язненні. Звільнившись, рік відпрацював на цегельному заводі на станції Толмачево.
У 1956 році був повністю реабілітований і зміг знову повернутися до акторської діяльності — він був зарахований в штат кіностудії «Ленфільм», став активно зніматися в кіно.
Працював у Ленінградському Театрі-студії кіноактора. Знявся майже в 130 фільмах, актор-епізодик. Проживав за адресою: Ленінград, наб.мийки, 112.
Помер на 83-му році життя 14 березня 1999 ріка. похований на Ковалівський цвинтар